# Captorhinida
Captorhinida – tradycyjnie wyróżniany rząd wczesnych gadów.
Obejmuje podrzędy:
- Captorhinomorpha
- Procolophonia
- Pareiasauroidea
- Millerosauroidea

Wszystkie posiadały prymitywne cechy i przypominały przodków wszystkich współczesnych gadów, ale część z nich jest zaliczana do kladu Anapsida, do którego należą prawdopodobnie żółwie, a inne należą do linii prowadzącej do diapsydów. Dlatego grupa jest używana przez większość współczesnych paleontologów co najwyżej nieformalnie.